# Ghorband
Le Ghorband est une rivière d'Afghanistan qui coule dans la province de Parwân. C'est un affluent du Pandjchir en rive droite, donc un sous-affluent de l'Indus par le Pandjchir, puis la rivière Kaboul.

## Géographie
Le Ghorband coule entièrement en province de Parwân, où il a donné son nom au district de Ghorband. Il naît à l'est du col de Shibar (qui relie les provinces de Parwân et de Bâmiyân, ou encore les bassins versants du Ghorband et de la rivière Kunduz) et adopte d'emblée la direction de l'est, direction qu'il maintient presque tout au long de son parcours. Il longe ainsi au sud l'imposante chaîne centrale de l'Hindou Kouch, dont il reçoit les eaux de fonte entre les cols de Shibar et la région du col de Salang. Il coule de ce fait dans une longue vallée séparant la haute chaîne de l'Hindou Kouch (au nord) du prolongement oriental du massif du Koh-i Baba (au sud). Il conflue avec le Pandjchir, en rive droite, à 10 kilomètres à l'est de Charikar.
Le bassin versant du Ghorband correspond approximativement à la moitié occidentale de la province de Parwân, c'est-à-dire aux districts de Cheikh Ali, de  Chinwari, de Ghorband et de Surkhi Parsa.

## Affluents
Le Ghorband reçoit de multiples affluents tant de gauche que de droite, tous alimentés essentiellement par la fonte des neiges au printemps et en été.
- Son affluent principal est le Turkman, qui lui donne ses eaux en rive droite.
- Le Salang conflue en rive gauche ; sa vallée est une importante voie d'accès vers le col et le tunnel de Salang, et donc la moitié nord du pays. Il conflue avec le Ghorband au niveau de la localité de Jabelusaraï.

## Alimentation
Le Ghorband est alimenté, surtout en rive gauche, par les eaux de fonte des neiges du versant méridional de la chaîne centrale de l'Hindou-Kouch, entre le col de Shibar (à l'ouest) et le col de Salang (à l'est). Les glaciers les plus importants se situent au nord des districts de Ghorband et de Chinwari.

## Histoire
Au VIIe siècle et VIIIe siècle, l'art gréco-bouddhique du monastère de Fondukistan, au Nord-Est de l'actuel Kaboul, y était florissant.